# 英吉利茶藨子
英吉利茶藨子（学名：Ribes palczewskii），为虎耳草科茶藨子属下的一个植物种。